# Стечишин Юліян
Стечишин Юліян (1895, Глещава, Теребовлянського повіту, Галичина — 1971, Саскатун, Канада) — український громадський діяч і публіцист у Канаді; брат Мирослава і Михайла, чоловік Стечишин Савелі. У Канаді з 1910.

## Біографія
Довголітній ректор Інституту ім. П. Могили в Саскатуні, з 1933 — адвокат у Саскатуні, один з засновників Союзу Українців Самостійників (багаторічний його голова і почесний президент), член Консисторії Української греко-православної церкви в Канаді; редактор збірника «Ювілейна Книга Українського Інституту ім. П. Могили в Саскатуні 1916—1941» (1945), автор підручника «Ukrainian Grammar» (1951), «Історія поселення українців у Канаді» (1975).